# 小行星3618
小行星3618（英語：3618 Kuprin）是一颗围绕太阳公转的小行星。1979年8月20日，尼古拉·切爾尼赫在克里米亚发现了此天体。
这颗小行星的绝对星等为96.41627等。